# 希望与反抗
《希望与反抗》（德語：Sophie Scholl – Die letzten Tage，或译《索菲·绍尔：最后的日子》），是2005年的一部德国历史剧情片，由马克·罗特蒙德执导。电影讲述的是二战时白玫瑰成员索菲·绍尔（朱丽娅·耶特斯饰）最后的岁月，她被判叛国罪在1943年2月22日遭纳粹处决。这部电影在第55届柏林电影节上首映，获最佳导演和最佳女演員奖，后亦获奥斯卡最佳外语片奖提名。